# الرفيد (سورية)
الرفيد قرية تقع في محافظة القنيطرة
- في سورية في منطقة هضبة الجولان، يبلغ عدد سكانها قرابة 6000 نسمة. ولها تاريخ قديم، وبجوارها أطلال لأبنية قديمة وكنيسة وبعض الأقواس الحجرية والمنحوتات التي تظهر عليها كتابات يونانية، كما تضم بعض المدافن ووجدت فيها لقى أثرية تعود للقرن الثاني الميلادي.
احتلت عام 1967 وتحررت بعد حرب تشرين التحريرية وأعيد إعمارها فيما بعد، يعتمد سكانها على الزراعة وتربية الحيوان، أدخلت إليها مؤخراً زراعة الزيتون والرمان والليمون. في البلدة مدرسة ثانوية وإعدادية وثلاث مدارس ابتدائية بالإضافة إلى روضة أطفال ومستوصف صحي.